# Salix ligulifolia
Salix ligulifolia — вид квіткових рослин із родини вербових (Salicaceae).

## Морфологічна характеристика
Це кущ 1–8 метрів. Гілки жовто-бурі, сіро-бурі чи червоно-бурі, не сизі, голі чи ворсинчасті; гілочки жовто-зелені чи жовто-коричневі, голі, від рідко до щільно ворсинчасті чи бархатисті. Листки на ніжках 3–18 мм: найбільша листкова пластина вузько видовжена чи вузько-еліптична, 60–133 × 12–30 мм; краї плоскі, зазвичай зубчасті чи пилчасті, рідко (мабуть) цільні; верхівка від загостреної до гострої; абаксіальна (низ) поверхня сиза, гола, рідко коротко-шовковиста чи запушена; молода пластинка червонувата чи жовтувато-зелена, гола чи рідко чи помірно щільно волосиста чи запушена абаксіально, волоски білі. Сережки розквітають під час або безпосередньо перед появою листя: тичинкові 20.5–34 × 8–11 мм; маточкові 15.5–49 × 8–18 мм. Коробочка 4–6 мм. 2n = 38. Цвітіння: кінець березня — середина червня (кінець липня).

## Середовище проживання
США (Вайомінг, Юта, Орегон, Нью-Мексико, Колорадо, Каліфорнія, Аризона). Населяє береги та заплави, піщано-глинисті або гравійні субстрати; 0–3100 метрів.